# Хасан Вајтсајд
Хасан Ниам Вајтсајд (енгл. Hassan Niam Whiteside; Гастонија, Северна Каролина, 13. јун 1989) амерички је кошаркаш. Игра на позицији центра, а тренутно наступа за Пиратес де Кебрадиљас.

## Успеси

### Клупски
- Рио Гранде Вали вајперси:
  - НБА развојна лига (1): 2012/13.

### Појединачни
- Идеални одбрамбени тим НБА — друга постава (1): 2015/16.